# Квінт Муцій Сцевола (консул 117 року до н. е.)
Квінт Му́цій Сцево́ла Авгу́р (лат. Quintus Mucius Scaevola Augur, близько 159 до н. е. — бл. 88 до н. е.) — політичний, державний і військовий діяч, правник, філософ часів Римської республіки, консул 117 року до н. е.

## Життєпис
Походив з впливового плебейського роду Муціїв. Син Квінта Муція Сцеволи, консула 174 року до н. е.
Замолоду вивчав філософію у Карнеада. Згодом слухав лекції з права Блоссія. У 140 році до н. е. одружився. У 129 році до н. е. увійшов до колегії авгурів. У 128 році до н. е. його було обрано народним трибуном. У 125 році до н. е. став еділом. У 121 році до н. е. його було обрано претором. У 120 році до н. е. як пропретор керував провінцією Азія. Тут захопився вченням філософа Панетія Родоського. У 119 році до н. е. був притягнутий до суду по звинуваченню у здирництві, але зумів виправдатися. У суді захищав себе сам.
У 117 році до н. е. його було обрано консулом разом з Луцієм Цецилієм Метеллом Діадематом. Після консульського терміну всю увагу зосередив на правництві. Свого часу був найбільш авторитетним спеціалістом у цивільному праві. Його учнями стали Цицерон, Помпоній Аттік, Луциній Красс. Також був автором робіт з права (дотепер не збереглися). У 88 році до н. е. з успіхом захищав Гая Марія проти звинувачень Луція Корнелія Сулли. Незабаром після цього помер — за деякими джерелами наприкінці 88 або на початку 87 року до н. е.

## Родина
Дружина — Лелія Молодша, донька Гая Лелія Сапіенса
Діти:
- Квінт Муцій Сцевола
- Муція Старша
- Муція Молодша